# Norberto de la Riestra
Norberto de la Riestra (San Antonio de Areco, 6 de junio de 1820 - Buenos Aires, 3 de julio de 1879) fue un político, financista y economista argentino, dos veces ministro de Hacienda de su país durante la época de la Organización Nacional, en la segunda mitad del siglo XIX.

## Biografía
Se unió a la campaña del general unitario Juan Lavalle contra Juan Manuel de Rosas en 1840, cuando invadió la provincia de Buenos Aires, pero no lo acompañó en su retirada. Huyó a Montevideo y luego se trasladó a Londres, donde se empleó en una casa comercial, que lo envió a Buenos Aires en 1849 como su representante. Se hizo anunciar como un experto en finanzas, y extendió esa fama por la ciudad.
En 1852, después de la caída de Rosas, fue elegido legislador provincial y participó en la revolución del 11 de septiembre, en la financiación de la defensa contra el sitio del general Lagos al año siguiente, y sobre todo en la organización del soborno del jefe de la flota de la Confederación Argentina.
Fue ministro de hacienda del Estado de Buenos Aires durante los gobiernos de Pastor Obligado y Valentín Alsina. Regularizó la deuda con la Banca Baring, que se venía arrastrando sin documentar sistemáticamente desde la caída de Rivadavia. Reanudó los pagos que se habían suspendido durante el gobierno de Rosas, y aceptó sin protesta la imposición de intereses punitivos. De este modo logró facilitar el crédito internacional para el Estado de Buenos Aires, al costo de aumentar mucho el monto de la deuda. Lanzó emisiones de bonos con intereses especialmente altos, ofreciendo como garantía la totalidad de la tierra pública de la provincia.
En 1857 fue uno de los administradores del Ferrocarril Oeste, el primero de la Argentina, y fue miembro del primer directorio de esa empresa.
Fue miembro de la convención provincial que propuso las modificaciones a la Constitución Nacional en 1860.
En junio de 1860, como parte de la política de acercamiento del presidente Santiago Derqui con el gobierno de Buenos Aires, nombró Ministro de Hacienda de la Confederación a Norberto de la Riestra, a pedido del gobernador porteño Bartolomé Mitre. Llevó adelante una política claramente favorable a los intereses porteños: liquidó la “Ley de Derechos Diferenciales” y pagó indemnizaciones por los efectos de ésta a la provincia de Buenos Aires.
Pero el acercamiento de los líderes no era sincero, y las relaciones volvieron a tensarse. Renunció a su cargo en febrero de 1861 y regresó a Buenos Aires.
Mitre lo nombró nuevamente su ministro de hacienda en la provincia de Buenos Aires,  y financió la campaña contra la Confederación. Poco después de la victoria porteña en la batalla de Pavón, lanzó un  proyecto de papel moneda que pudiera circular en todo el país, de forma que las demás provincias pagaran la guerra que Buenos Aires había lanzado contra ellas. El proyecto fue considerado demasiado riesgoso, y fue rechazado en la legislatura. De modo que renunció al ministerio a fines de 1862.
En 1863 fue elegido senador provincial, pero enseguida fue enviado por el presidente Mitre al Paraguay, a tranquilizar al presidente Francisco Solano López respecto de la neutralidad argentina en la guerra civil Uruguaya. Neutralidad que poco después el mismo Mitre violaría, desencadenando la guerra del Paraguay.
De regreso fue presidente del senado provincial, durante la gobernación de Mariano Saavedra. En 1865 fue enviado a Londres a conseguir un nuevo crédito, para pagar los gastos de la guerra del Paraguay. Terminó aceptando tasas usurarias y condiciones de garantía muy onerosas para su país, además de quedar obligado a gastar la enorme mayoría del dinero conseguido en el mercado británico. El crédito fue pagado en pequeñas cuotas, y reteniendo comisiones y otros tipos de gastos, aunque el interés se debía pagar desde el principio por el total contratado. De todos modos, la Argentina no podía elegir, desde que se había embarcado en una guerra que insumía enormes gastos.
Regresó en octubre de 1869 a Buenos Aires, donde fue recibido en triunfo por el presidente Sarmiento. En 1871, firma un contrato comercial en Buenos Aires, para la explotación del Saladero "Santa Elena" al norte de la provincia de Entre Ríos, junto a su hermano Eustaquio de la Riestra y Don Federico González. El complejo funcionó bajo su administración casi una década, vendiéndose posteriormente al Dr. Eduardo Kemmerich y sus socios. En 1971, se consideró aquel contrato la fundación de la actual ciudad de Santa Elena, y a los firmantes sus fundadores. 
Fue miembro de la convención reformadora de la constitución porteña en 1873, director del Banco Hipotecario de la Nación Argentina, miembro de la Municipalidad, y director del Banco de Londres y Río de la Plata.
Al finalizar el gobierno de Sarmiento, asumió la presidencia Nicolás Avellaneda, enfrentando enseguida una dura crisis económica, de la cual era responsable, entre algunas otras causas, la deuda adquirida por Riestra. No obstante, fue nombrado Ministro de Hacienda en abril de 1876, para reemplazar a Lucas González. Su único plan económico era el anunciado por el propio presidente: 

"…ahorrar sobre el hambre y la sed de los argentinos para honrar nuestra deuda."

Ocupó el cargo hasta agosto de 1878, debido a la efímera victoria en la Cámara de Diputados de una postura proteccionista de la producción nacional. Pasó sus últimos años representando oficialmente a varios bancos ingleses.
Falleció en Buenos Aires en julio de 1879.